# Казамостра (Казерта)
Казамостра је насеље у Италији у округу Казерта, региону Кампанија.
Према процени из 2011. у насељу је живело 272 становника. Насеље се налази на надморској висини од 275 м.